# RCD Espanyol
Reial Club Deportiu Espanyol de Barcelona (Královský španělský sportovní klub Barcelona) je španělský fotbalový klub sídlící v hlavním městě Katalánska Barceloně. Svá domácí utkání hraje na stadionu názvem Estadi Cornellà-El Prat s kapacitou 40 500 diváků, který byl slavnostně otevřen roku 2009. Espanyol byl založen 28. října 1900. Největším rivalem je o mnoho slavnější městský soused FC Barcelona. Největšími úspěchy klubu jsou čtyři vítězství ve španělském poháru Copa del Rey (z let 1928/29, 1939/40, 1999/00, 2005/06).

## Historie
Klub byl založen v roce 1900 Ángelem Rodríguezem,
studentem strojírenství Univerzity v Barceloně. Espanyol byl prvním klubem ve španělsku, který exkluzivně informoval o dění v klubu. Klub začínal se žlutýmy dresy. Trenýrky měl každý hráč vlastní, tudíž různých barev. V roce 1910 změni klub barvu dresů na bílomodře pruhovaný podle centrální části loga klubu. Zároveň se přejmenoval na Club Deportivo Español. Později přidal klub do znaku korunu a získal přízvisko Rieal (královský).
Za největší úspěchy lze považovat čtyři vítězství v poháru Copa del Rey, což řadí klub na solidní osmou pozici v počtu trofejí z této soutěže. Dvě ze čtyř prvenství přišla až v tomto tisíciletí, což dokazuje, že momentální postavení klubu je v lepší polovině tabulky Primera División. Ostatně i díky tomu se klub v sezonách 1987/88 a 2006/07 podíval až do finále druhé nejvýznamnější evropské soutěže a sice Poháru UEFA. Ani v jednom neuspěl. V prvním případě narazil ve finále na německý Bayer Leverkusen. V té době se hrálo finále ještě na dva zápasy. První zápas vyhrál Espanyol na domácí půdě dokonce 3:0 a zdálo se, že o vítězi je rozhodnuto. Ovšem v odvetě zvítězil soupeř stejným rozdílem a Espanyol padl 3:2 na penalty.
Při druhé finálové účasti narazil Espanyol na krajana Sevilla FC. Tentokrát se hrálo finále na jeden zápas, který hostilo skotské Glasgow. Zápas i po prodloužení opět skončil nerozhodně (2:2) a opět následovaly penalty. Stejně jako v prvním případě podlehl Espanyol svému soupeři, tentokrát 1:3.

### Éra Mauricia Pochettina
V polovině ročníku 2008/2009 se Espanyol ocitl v potížích, neboť slabé výsledky ohrožovaly jeho prvoligovou příslušnost. Po Márquezovi (vyhozen v prosinci) a Maném (vyhozen v lednu) se stal trenérem bývalý obránce Espanyolu, 36letý Mauricio Pochettino.
Záhy mužstvo čelilo svému městskému rivalovi FC Barceloně ve čtvrtfinále španělského poháru. Ve svém prvním zápase Pochettino dovedl Espanyol k domácí remíze 0:0, na konci ledna však v odvetě podlehl na Camp Nou 2:3.
V únoru měl tým změřit síly s Barcelonou znovu, tentokráte v rámci La Ligy. Espanyol zvítězil 2:1 a na Camp Nou vyhrál po 27 letech díky dvěma brankám, které dal Iván de la Peña.

Espanyol sezonu zakončil uprostřed tabulky na 10. příčce. Na začátku srpna 2009 zasáhla tým zpráva o smrti kapitána Jarqueho (26†), který zemřel náhle na srdeční infarkt.
Pochettino se rozhodl vsadit na mladé fotbalisty v klubové akademii (Javi Márquez, Víctor Ruiz),
podepsal však posilu v podobě japonského středopolaře Nakamury.
V bráně i nadále působil Kameni, branky stříleli Iván Alonso (6 gólů) a Daniel Osvaldo (7 gólů). Mužstvo dosáhlo v ročníku 2009/10 na jedenáctou příčku, klub se však stabilizoval a z toho těžil další roky.
V dalším ročníku 2010/11 se zdálo být reálné, že by si klub mohl zajistit evropské poháry. Argentinský manažer znovu sázel zejména na vlastní zdroje, neboť příchozí hráči jako Jesús Dátolo, Ernesto Galán, Sergio García nebo Felipe Mattioni buď nesplnili očekávání nebo byli zranění. Přes góly Osvalda, Luise Garcíi a Callejóna skončil tým těsně za pohárovými příčkami na příčce osmé.
Podzim roku 2011 se Pochettinovi svěřenci pohybovali v první polovině španělské ligové tabulky. Mužstvo posílil hostující slovenský křídelník Vladimír Weiss. S kariérou se rozloučil zraněními zmítaný de la Peña, po Jarqueho skonu kapitán Espanyolu.
Během jarní části se klub propadl na konečné 14. místo, fanoušky tak mohl těšit hostující brazilský záložník Coutinho, jehož výkony a pět branek zaujaly.
Četné letní odchody destabilizovaly mužstvo, které v úvodu následující sezóny La Ligy během 12 zápasů trčelo na spodku ligové tabulky s pouhými dvěma výhrami. Pochettino odešel už v listopadu,
jeho nástupce – mexický trenér Javier Aguirre – zakončil sezónu na opětovném 14. místě.

### Současnost
Během ročníku 2019/20 zabředl katalánský celek vedený Abelardem do bojů o záchranu. Opanoval však základní skupinu „H“ Evropské ligy. V zimě tak klub přivedl za rekordní částku 20 milionů eur posilu v podobě útočníka Raúla de Tomáse z Benficy, který se stal historicky nejdražším přestupem Katalánců.

## Vyhrané domácí soutěže

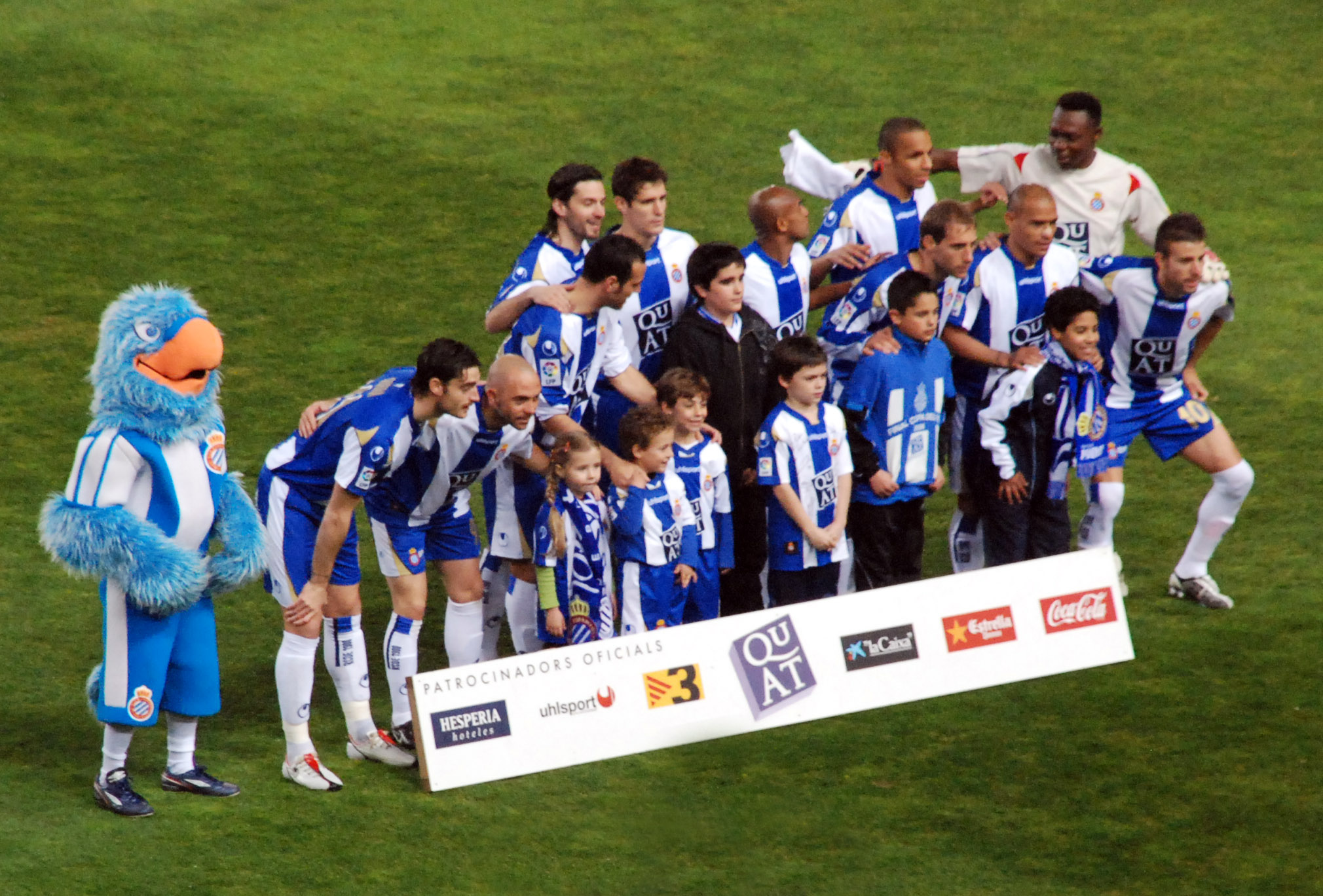
Tým z roku 2008

- Copa del Rey ( 4× )

       (1928/29, 1939/40, 1999/00, 2005/06)